# 안디 슐레크
안디 라이몬트 슐레크(룩셈부르크어: Andy Raymond Schleck, 룩셈부르크어 발음: [ˈɑndi ˈʀɑɪmont ˈʃlæk], 1985년 6월 10일~)는 룩셈부르크의 자전거 경기 선수이다. 2010년 투르 드 프랑스에서 종합 우승을 차지했으며 2009년과 2011년 투르 드 프랑스에서 종합 준우승을 차지했다. 또한 룩셈부르크 국가대표 선수로서 올림픽 1회(2008), 세계 선수권 대회 3회 참가했다. 

## 개인사
아버지인 조니 슐레크도 룩셈부르크 국가대표 자전거 경기 선수였으며 형인 프렝크 슐레크 또한 프로 자전거 경기 선수이다.